# Apoštolská nunciatura v Belgii
Apoštolská nunciatura, neboli vyslanectví Svatého stolce v Belgickém království a Lucemburském velkovévodství, je instituce plnící diplomatickou úlohu. Apoštolský nuncius je diplomat na úrovni velvyslance zastupující Svatý stolec. Sídlem apoštolského nuncia je hlavní město Belgie, Brusel. 

## Dějiny
Předchůdcem belgické nunciatury byla nunciatura ve Flandrách, kterou zřídil papež Klement VIII. v roce 1593. V důsledku diplomatické krize byla nunciatura v letech 1634–1725 vedena jen internunciem. V letech 1725–1794 byli nunciové odpovědni také za Holandskou misi. Po vzniku Belgie byla zřízena nunciatura v této zemi. V roce 1891 byla ustanovena internunciatura v Lucembursku, a jejím vedením byl pověřen nuncius v Belgii. V roce 1951 se stala nunciaturou, zvyk jmenovat belgického nuncia i nunciem v Lucembursku zůstává i nadále.

## Seznam apoštolských nunciů v Belgii

### Apoštolští delegáti, internunciové a nunciové ve Flandrech
- Giambattista Castagna (1578–1579; apoštolský delegát)
- Ottavio Mirto Frangipani (1596–1606)
- Decio Carafa (1606–1607)
- Guido Bentivoglio (1607–1615)
- Ascanio Gesualdo (1615–1617)
- Lucio Morra (1617–1619)
- Lucio Sanseverino (1619–1621)
- Giovanni Francesco Guidi di Bagno (1621–1627)
- Fabio de Lagonissa (1627–1634)
- Lelio Falconieri (1635–1637)
- Richard Pauli-Stravius (1634–1642)
- Antonio Bichi (maggio 1642–1652)
- Andrea Mangelli (1652–1655)
- Girolamo Di Vecchi (1656–1665)
- Giacomo Rospigliosi (1665–1667)
- Carlo Francesco Airoldi (1668–1673) (internuncius)
- Sebastiano Antonio Tanara (1675–1687)
- Gianantonio Davia (1687–1690)
- Giulio Piazza (1690–1696)
- Orazio Filippo Spada (1696–1698) (internuncius)
- Giovanni Battista Bussi (1698–1705) (internuncius)
- Girolamo Grimaldi (1705–1713) (internuncius)
- Vincenzo Santini (1713–1721) (internuncius)
- Giuseppe Spinelli (1721–1731) (internuncius a od 1725 nuncius)
  - Vincenzo Montalto (1731–1732) (administrátor nunciatury)
- Silvio Valenti Gonzaga (1732–1736)
- Luca Melchiore Tempi (1736–1742)
- Ignazio Michele Crivelli (1744–1754)
- Giovanni Carlo Molinari (1754–1763)
- Tommaso Maria Ghilini (1763–1775)
- Ignazio Busca (1775–1785)
- Antonio Felice Zondadari (1786–1787)
- Cesare Brancadoro (1792–1797)
  - Během francouzské okupace byly přerušeny diplomatické vztahy až do roku 1829
- Francesco Capaccini (1829–1831)
- Antonio Benedetto Antonucci (1831–1835)

### Internunciové a nunciové v Belgii
- Tommaso Pasquale Gizzi (1835–1837)
- Raffaele Fornari (1838–1843)
- Vincenzo Gioacchino Raffaele Luigi Pecci (1843–1846)
- Alessandro Asinari di San Marzano (1846–1848)
- Innocenzo Ferrieri (1848–1850)
- Matteo Eustachio Gonella (1850–1861)
- Mieczysław Halka Ledóchowski (1861–1866)
- Luigi Oreglia di Santo Stefano (1866–1868)
- Giacomo Cattani (1868–1875)
- Serafino Vannutelli (1875–1880)
  - přerušení diplomatických vztahů (1880–1884)
- Domenico Ferrata (1885–1889)
- Giuseppe Francica-Nava de Bondifè (1889–1896)
- Benedetto Lorenzelli (1893–1896)
- Aristide Rinaldini (1896–1899)
- Gennaro Granito Pignatelli di Belmonte (1899–1904)
- Antonio Vico (1904–1907)
- Giovanni Tacci Porcelli (1907–1911)
- Achille Locatelli (1916–1918)
- Sebastiano Nicotra (1918–1923)
- Clemente Micara (1923–1946)
- Fernando Cento (1946–1953)
- Efrem Forni (1953–1962)
- Silvio Angelo Pio Oddi (1962–1969)
- Igino Eugenio Cardinale (1969–1983)
- Angelo Pedroni (1983–1989)
- Giovanni Moretti (1989–1999)
- Pier Luigi Celata (1999–2002)
- Karl-Josef Rauber (2003–2009)
- Giacinto Berloco (2009–2016)
- Augustine Kasujja (2016–2021)
- Franco Coppola, od 15. listopadu 2021